# Štola Stradonice
Štola Stradonice je přírodní památka severně od městyse Peruc, na jižním okraji vesnice Stradonice v okrese Louny. Přírodní památka je pod správou Ústeckého kraje.

## Historie
Štola u Stradonic byla vyražena s cílem prozkoumat možnosti využití zdejších kaolinických žáruvzdorných jílů, vyskytujících se ve sladkovodní svrchní křídě peruckého souvrství, tvořenými slínovci a jílovci s pískovci. Hlavní chodba je dlouhá asi 150 metrů a na ni navazují čtyři kratší postranní chodby. Mocnost nadloží je 30–40 metrů.

## Předmět ochrany

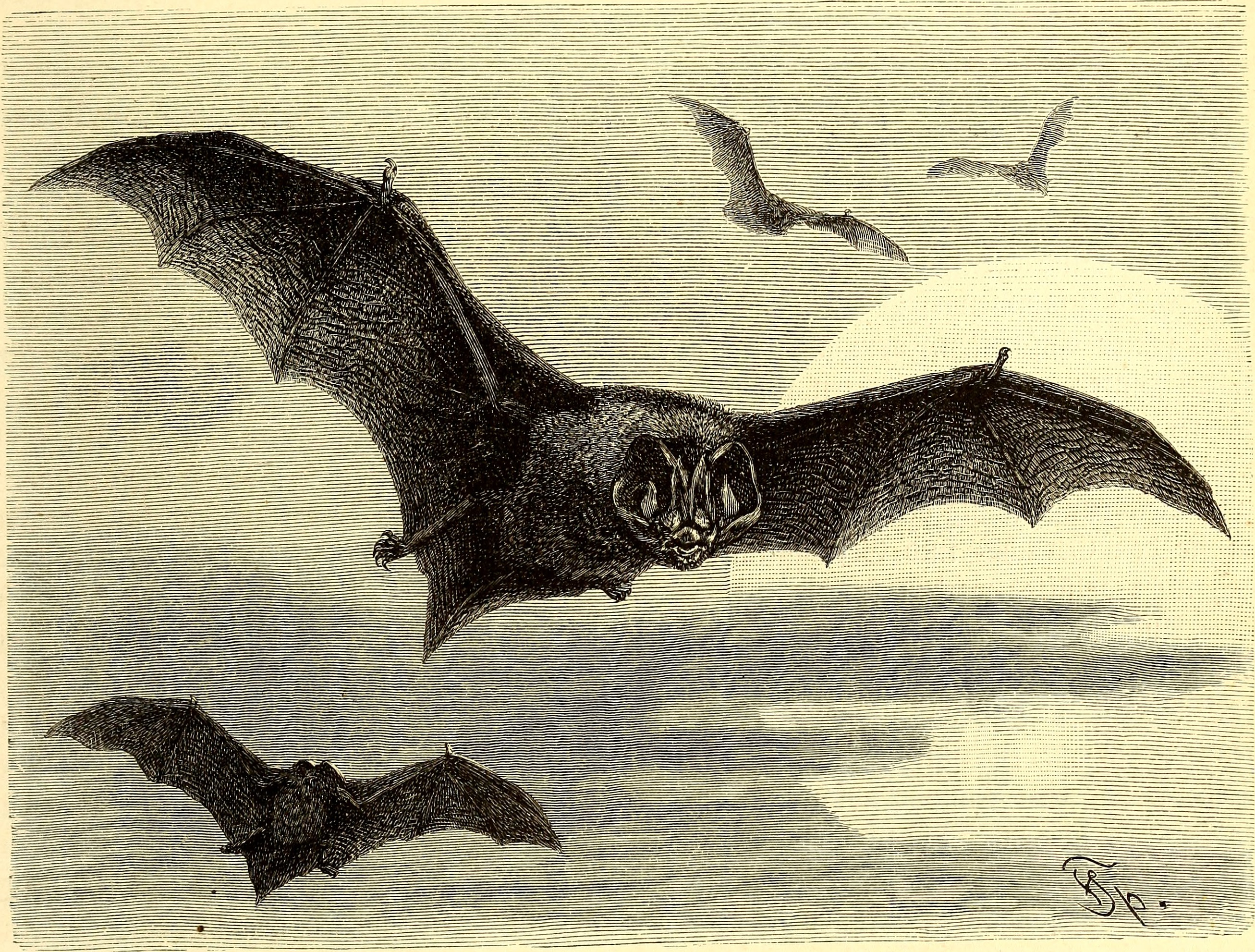
Netopýr černý na ilustraci v Brehmově životě zvířat z roku 1890

Lokalita o výměře 10,05 hektarů v katastrálním území Stradonice u Pátku je chráněna od roku 1999 z důvodu výskytu ohrožených druhů netopýrů, kteří zde mají jediné známé stálé zimoviště v okrese Louny. Opuštěné staré důlní dílo je zimovištěm několika ohrožených druhů – netopýra černého (Barbastella barbastellus), netopýra velkého (Myotis myotis), netopýra vousatého (Myotis mystacinus), netopýra vodního (Myotis daubentonii), netopýra ušatého (Plecotus auritus) a vrápence malého (Rhinolophus hipposideros), který se zde vyskytuje nejhojněji.

## Dostupnost
Štola se nachází v lese asi 500 m jihovýchodním směrem od obce Stradonice nalevo od lesní komunikace Stradonice–Peruc. Kolem lokality prochází žlutě značená turistická cesta a cyklotrasa č. 202. Nejbližší železniční zastávka je asi 2,5 kilometru vzdálená stanice Pátek na trati z Lovosic do Loun.
Vchod do opuštěné štoly je umístěn ve stráni asi třicet metrů nad Débeřským potokem a je opatřen uzamčenou vstupní mříží. Štola není volně přístupná veřejnosti. Vstup do podzemních prostor štoly, provádění výzkumu a průzkumu je možné jen na základě souhlasu příslušného orgánu ochrany přírody.